# Mikołajek (roślina)
Mikołajek (Eryngium L.) – rodzaj roślin należący do rodziny selerowatych. Należy do niego ok. 230–245 gatunków występujących na różnych kontynentach z wyjątkiem równikowej i południowej Afryki. Najbardziej zróżnicowane są w Ameryce Południowej oraz w Europie i północnej Afryce. Do polskiej flory należą trzy gatunki rosnące w stanie dzikim: mikołajek nadmorski (Eryngium maritimum), polny (E. campestre) i płaskolistny (E. planum). 
Liczne gatunki są uprawiane jako rośliny ozdobne ze względu na walory ozdobne swoich zazwyczaj srebrzystych liści o metalicznym połysku, często kolczaste (gatunki euroazjatyckie) lub mieczowate (gatunki amerykańskie). Liczne gatunki są też jadalne (spożywane są liście i kandyzowane korzenie), niektóre są wykorzystywane leczniczo. Liście E. pandanifolium dostarczają włókna caraguata.
Gatunki uprawiane w Polsce: mikołajek agawolistny E. agavifolium, mikołajek alpejski E. alpinum, mikołajek ametystowy E. amethystinum, mikołajek białokolcowy E. spinalba, mikołajek iberyjski E. bourgati, mikołajek kreteński E. creticum, mikołajek nadwodny E. aquaticum, mikołajek błękitny E. caeruleum, mikołajek olbrzymi E. giganteum, mikołajek lodowcowy E. glaciale, mikołajek dłoniasty E. palmatum, mikołajek różnolistny E. variifolium, mikołajek jukkolistny E. yuccifolium.

## Morfologia
PokrójRośliny dwuletnie i byliny osiągające nawet ponad 3 m wysokości, w tym też drewniejące, zwykle nagie.
LiścieO zróżnicowanych kształtach – od mieczowatych, poprzez okrągłe, sercowate, po w różny sposób klapowane i podzielone. Blaszka zwykle ząbkowana i kolczasta, zwykle skórzasta lub pergaminowa. Dolne liście są ogonkowe, górne – siedzące.
KwiatyZebrane w gęste lub wydłużone główki, wsparte często okazałymi i kolczastymi pokrywami. Główki są skupione w różnej liczbie w złożone baldachy pozorne powstające na szczytach pędu i jego odgałęzień. Kwiatostany są białe, niebieskie, fioletowe lub ciemnobrązowoczerwone. Kwiaty są obupłciowe i siedzące. Działki kielicha często kolczaste i dłuższe od płatków korony lub tych brak. Pręciki w liczbie 5, okazałe. Zalążnia dolna, dwukomorowa, w każdej z komór z pojedynczym zalążkiem, kulistawa, jajowata lub odwrotnie jajowata, pokryta łuskami. Szyjki słupka dwie z rozszerzonym krążkiem miodnikowym u nasady.
OwoceRozłupnie rozpadające się na dwie rozłupki, często pokryte łuskami i kolcami, natomiast żebra są niewyraźne lub ich brak.

## Systematyka
Rodzaj należący do podrodziny Saniculoideae Burnett, rodziny selerowatych Apiaceae, rzędu selerowców Apiales. Jest największym i najbardziej skomplikowanym taksonomicznie rodzajem w obrębie rodziny selerowatych (baldaszkowatych). Tradycyjne podziały oparte na budowie morfologicznej roślin grupujące rośliny w taksonach rangi pośredniej między rodzajem i gatunkiem okazały się nie być monofiletycznymi.
Wykaz gatunków

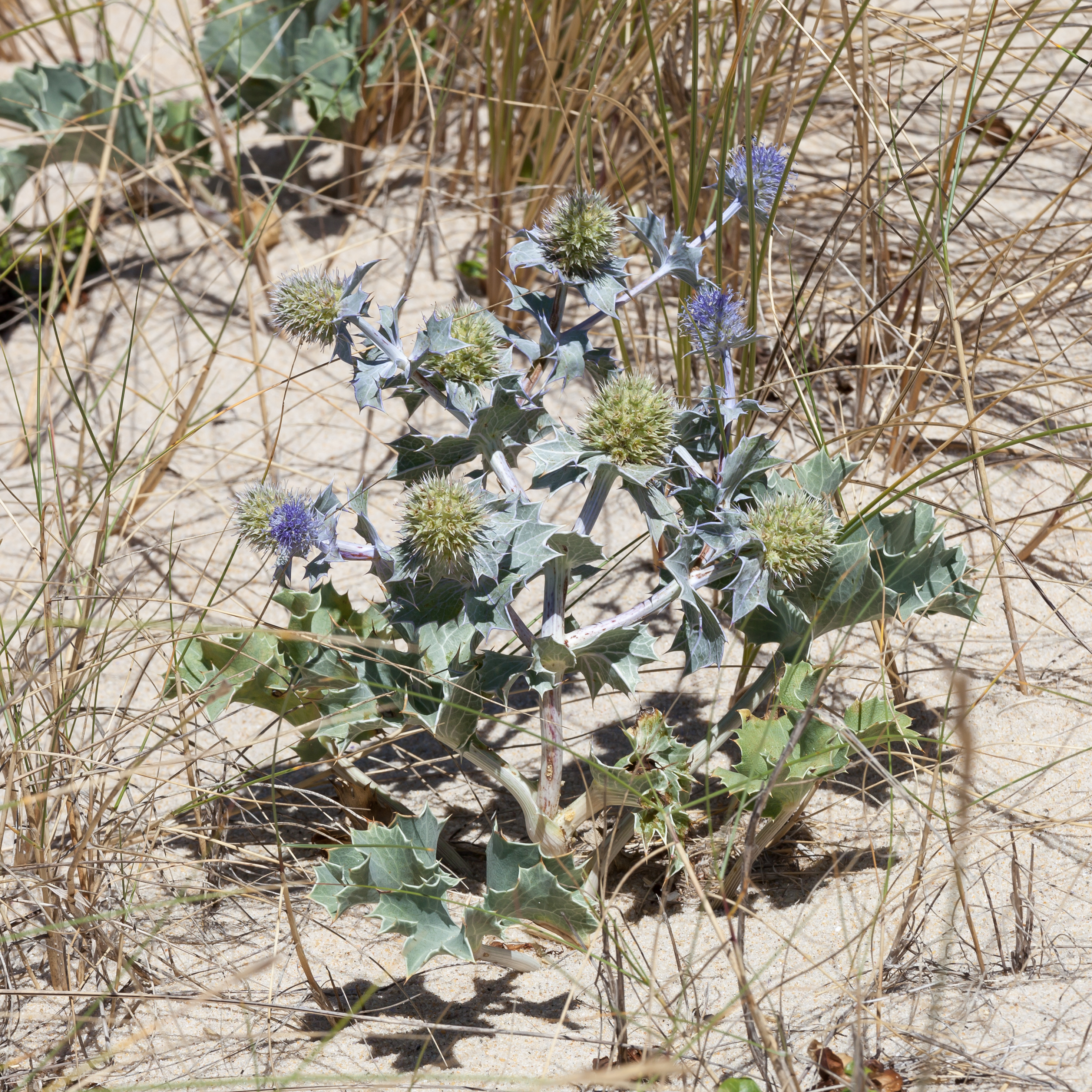
Mikołajek nadmorski

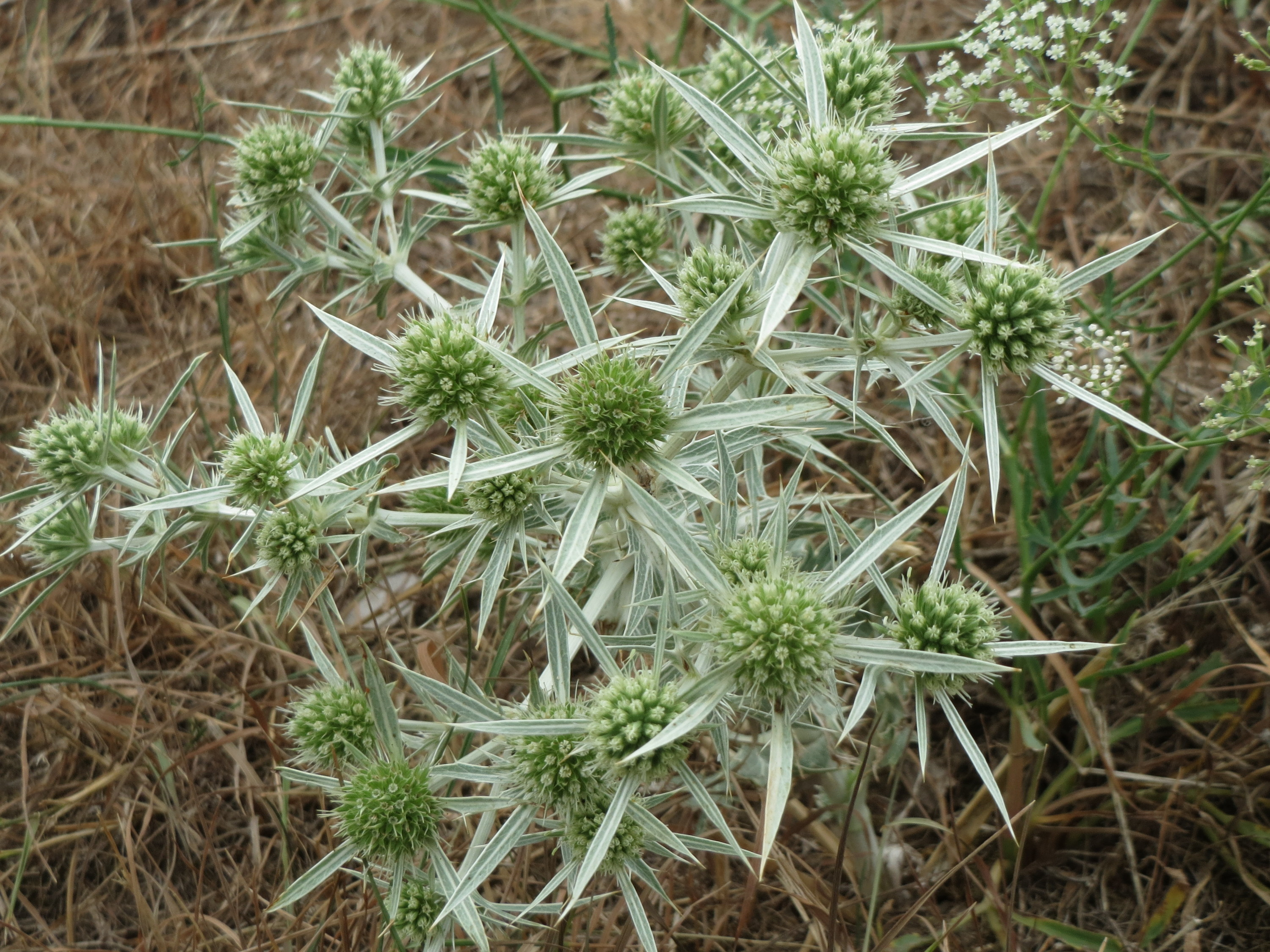
Mikołajek polny

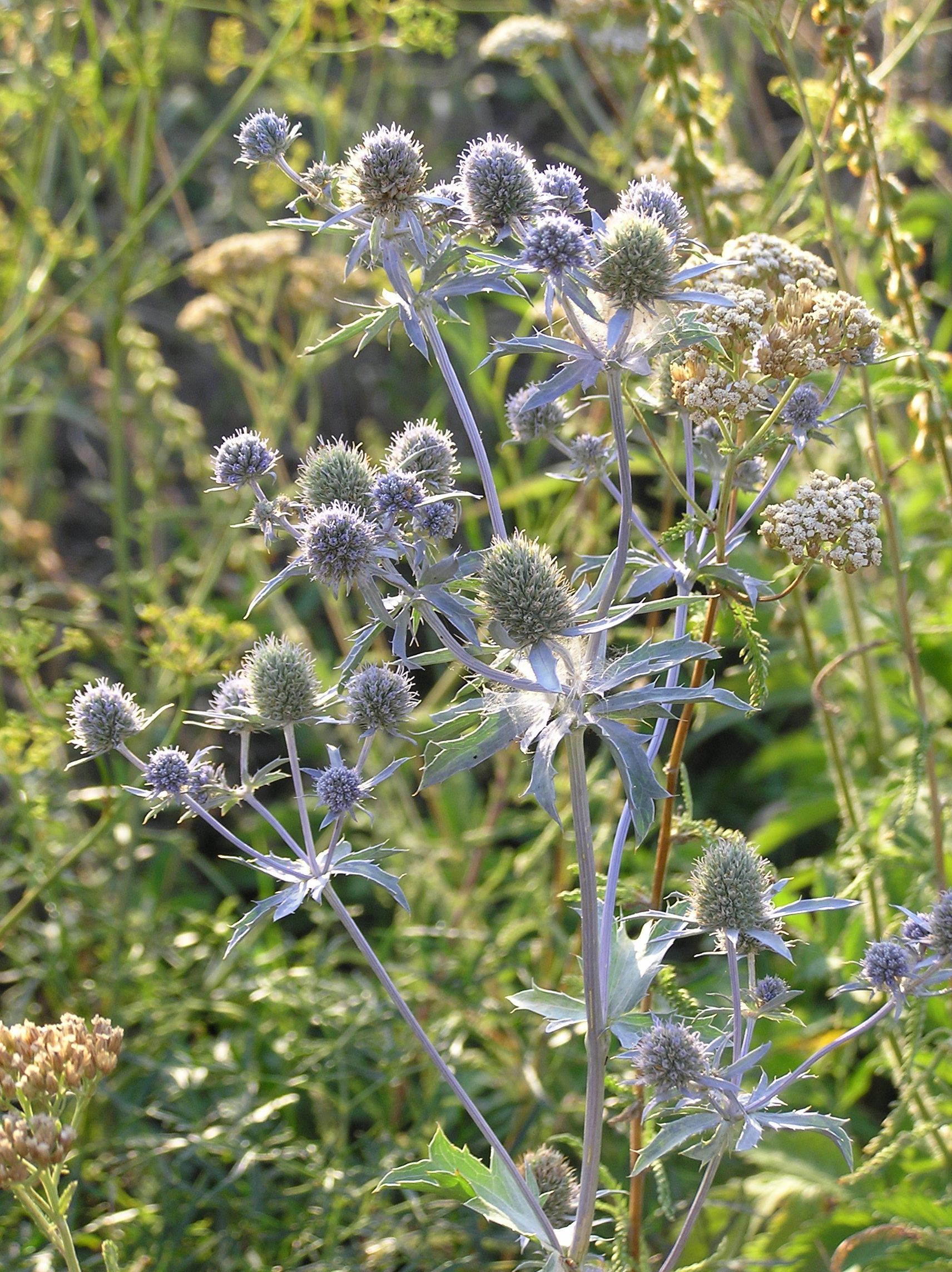
Mikołajek płaskolistny

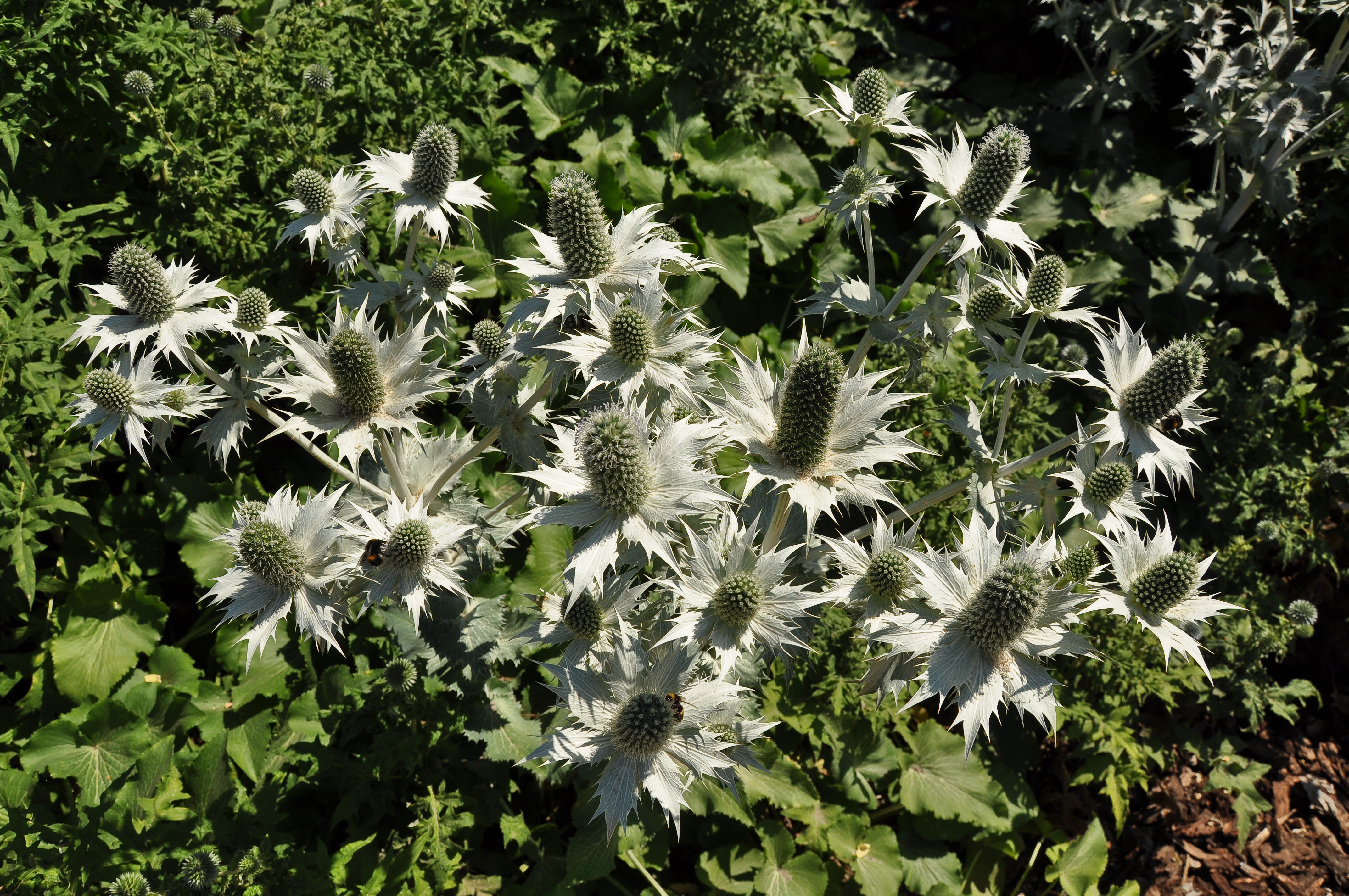
Eryngium giganteum

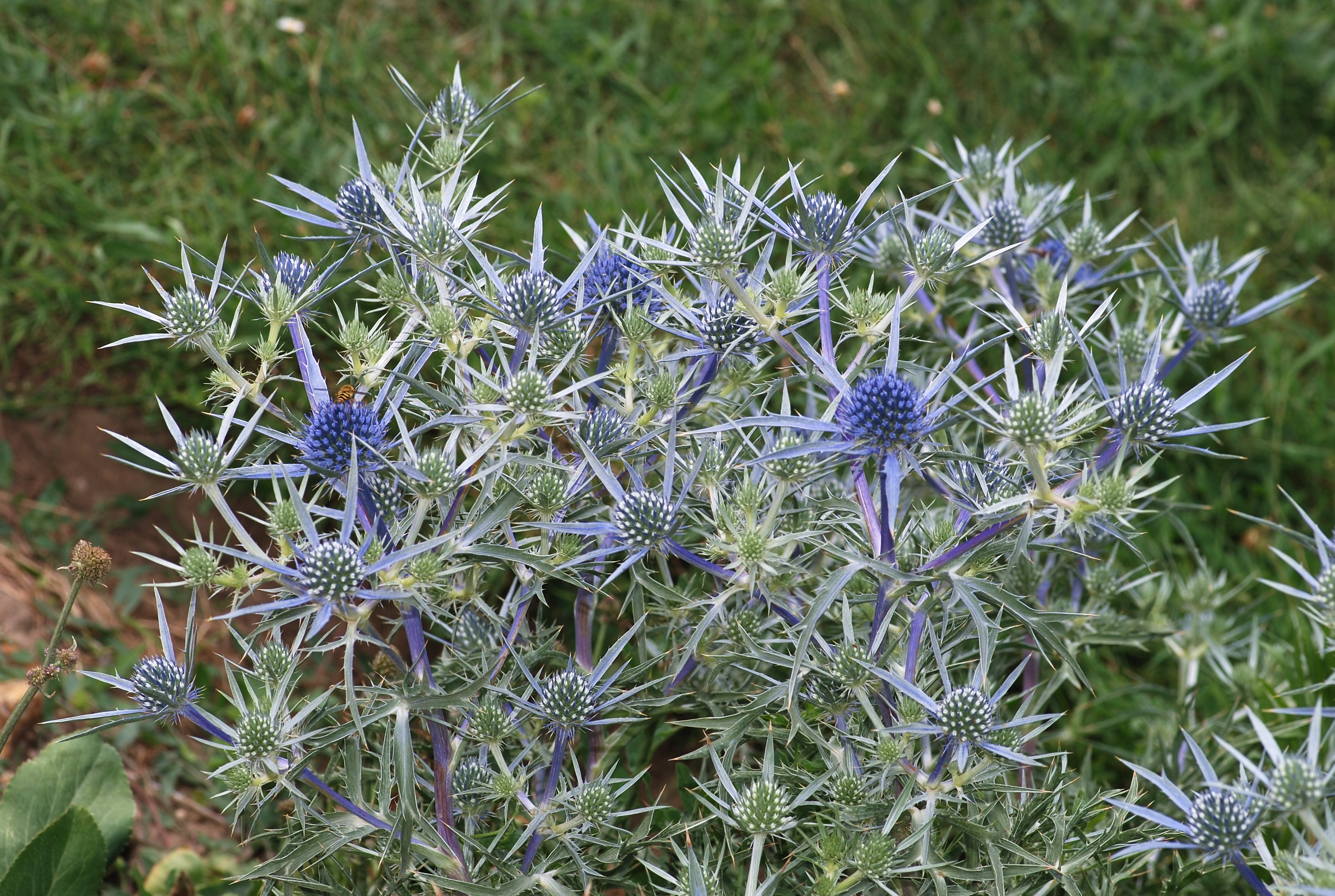
Mikołajek ametystowy

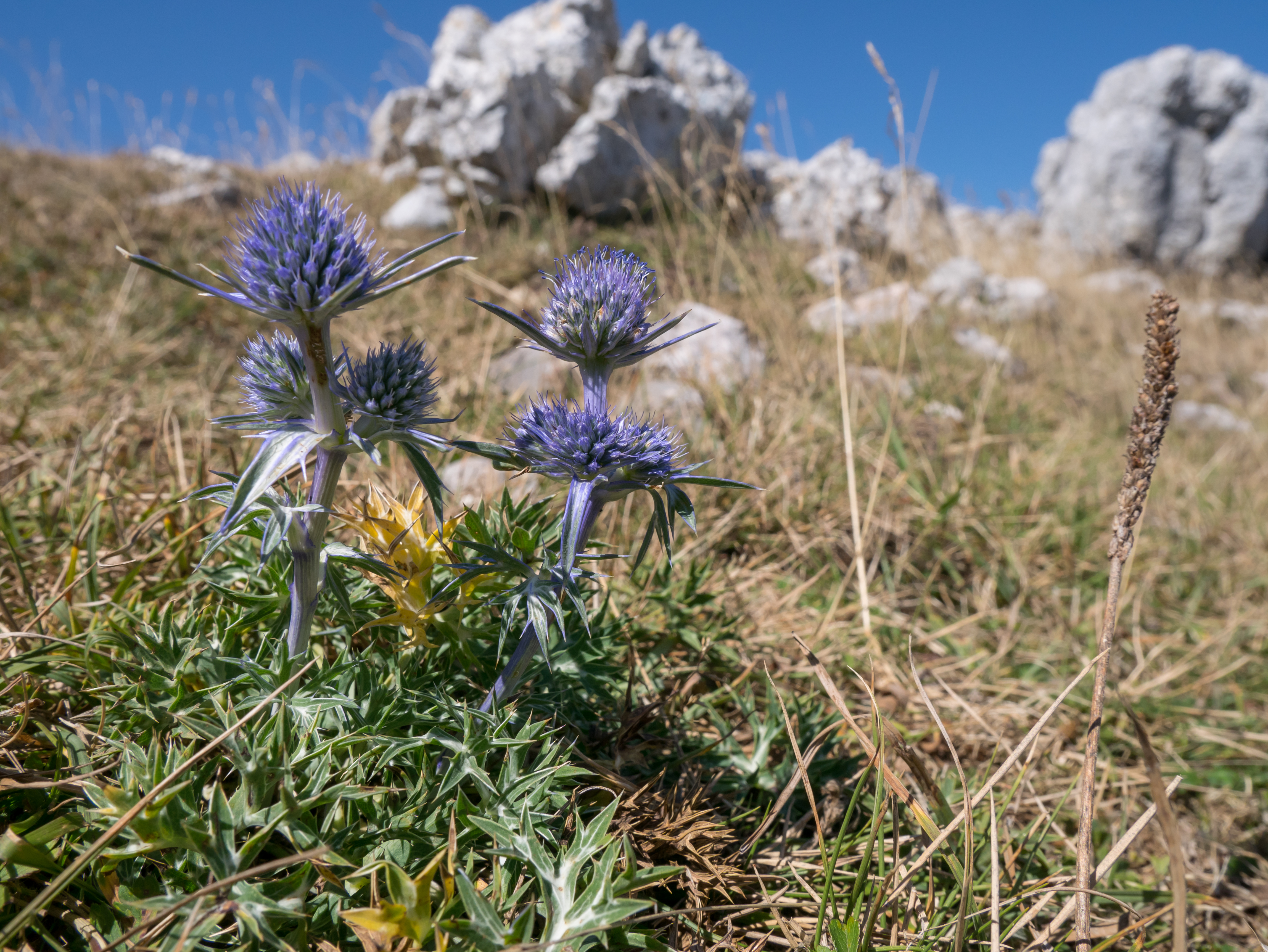
Mikołajek iberyjski

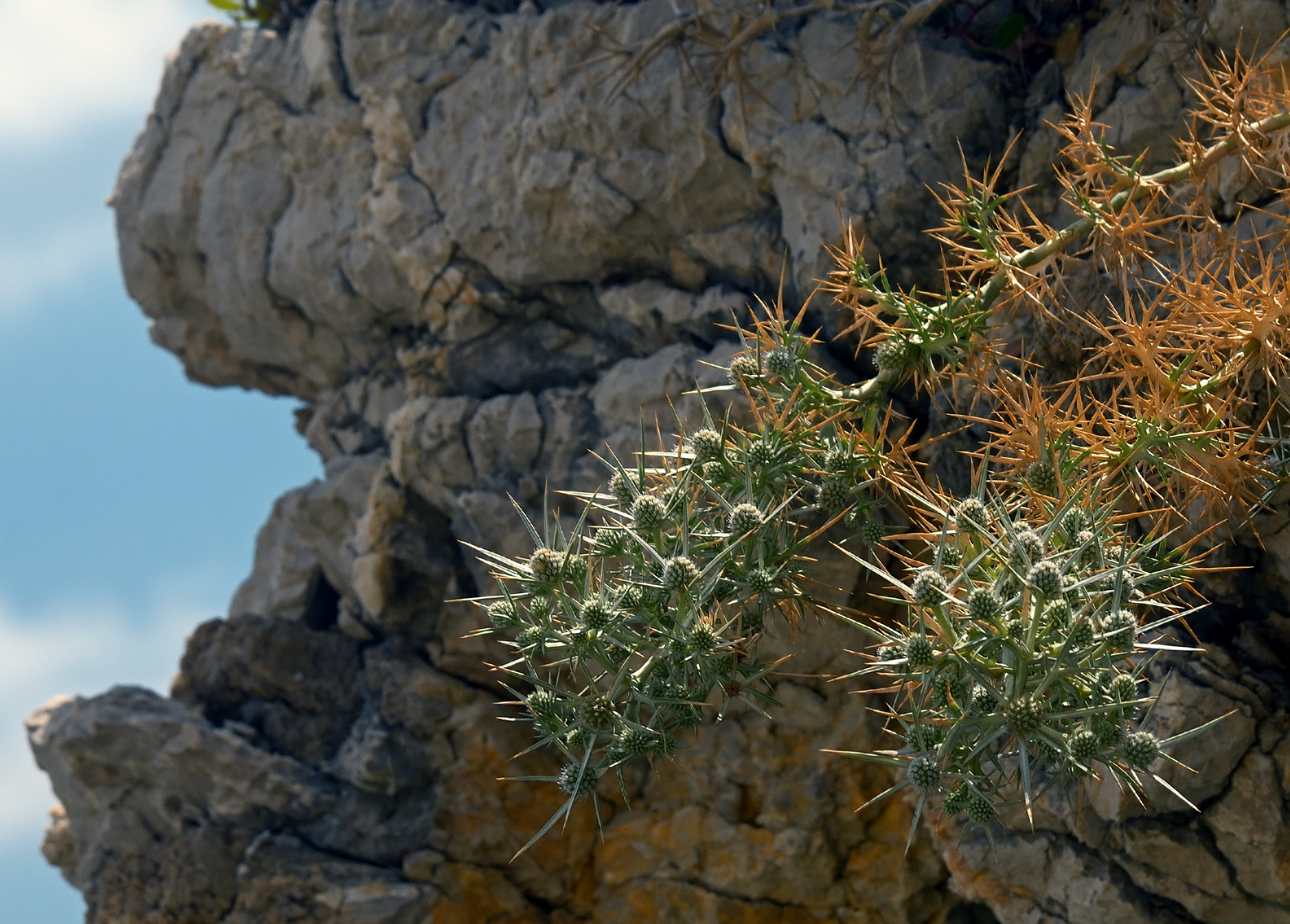
Eryngium glomeratum

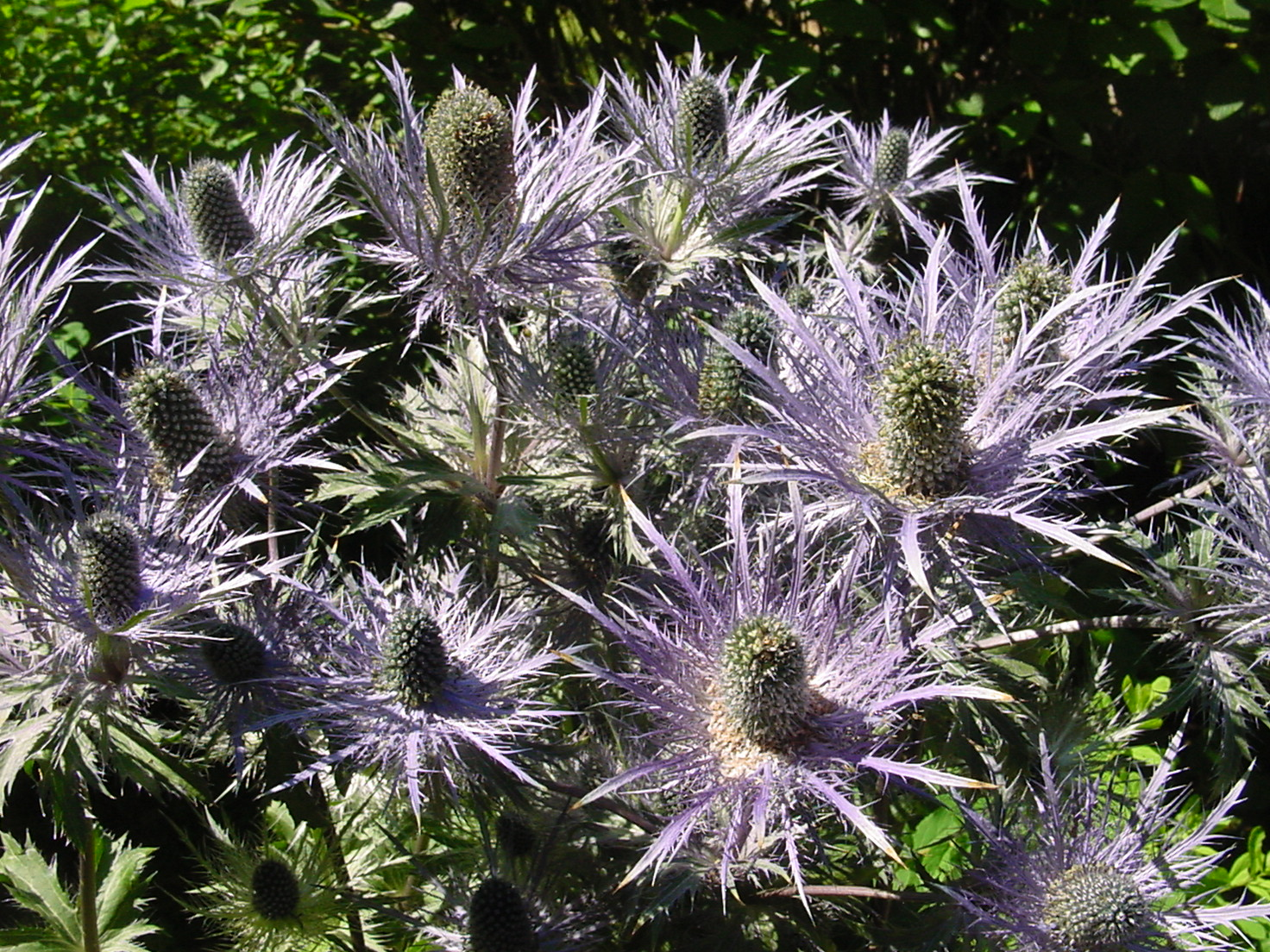
Mikołajek alpejski

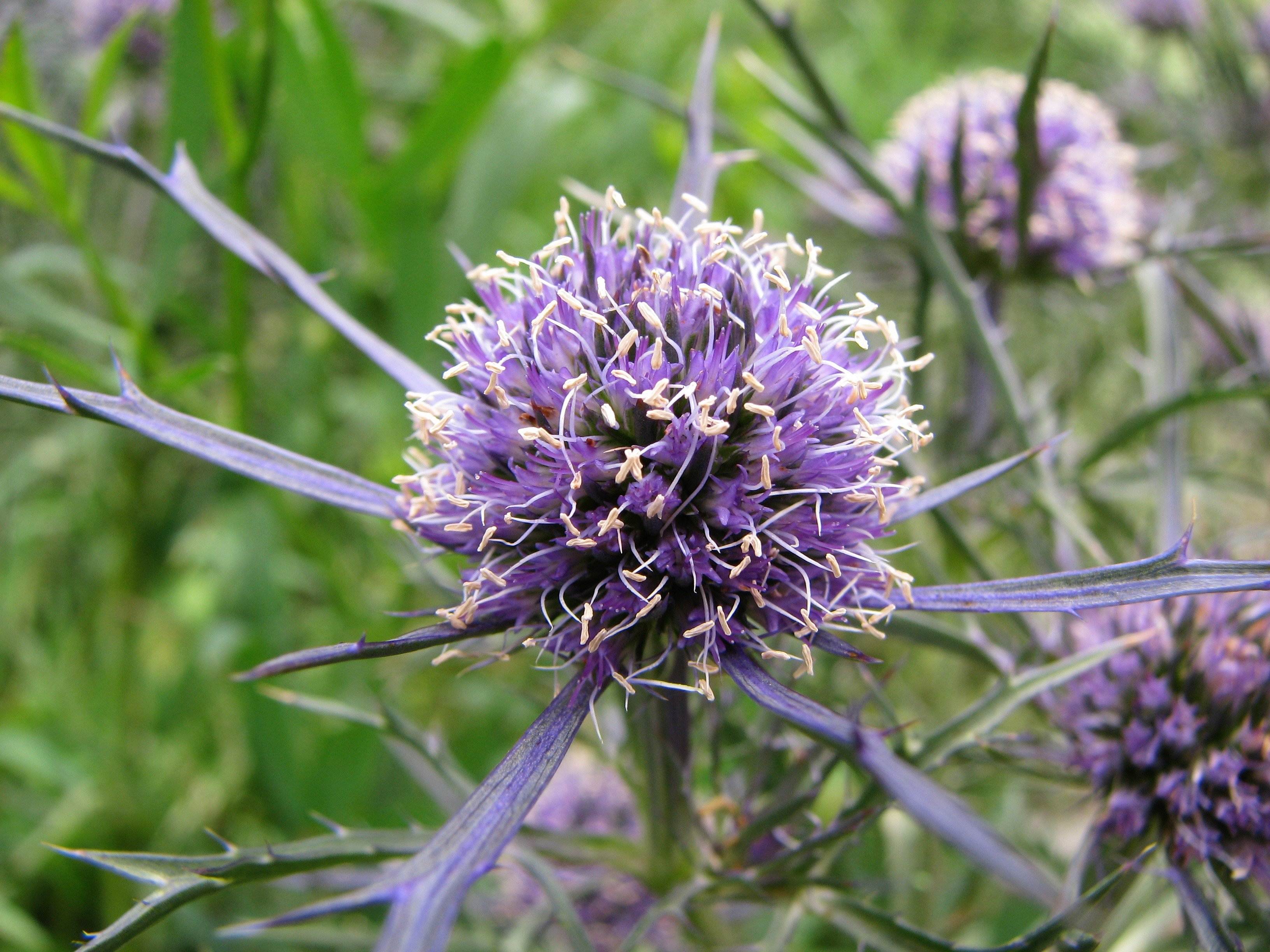
Eryngium caucasicum

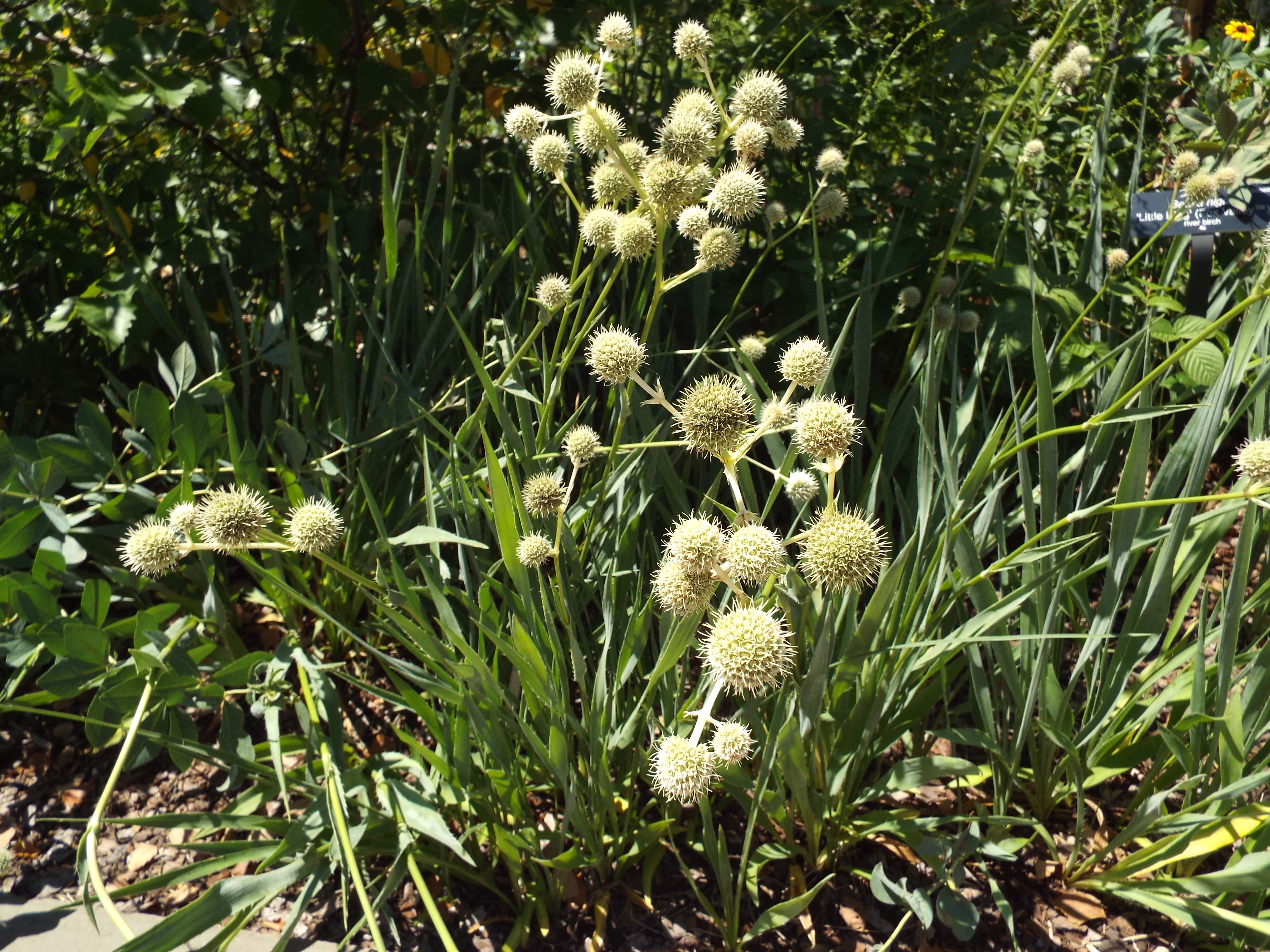
Mikołajek jukkolistny

- Eryngium absconditum Esquivel Mattos & C.I.Calviño
- Eryngium agavifolium Griseb. – mikołajek agawolistny
- Eryngium alismifolium Greene
- Eryngium aloifolium Mart. ex Urb.
- Eryngium alpinum L. – mikołajek alpejski
- Eryngium alternatum J.M.Coult. & Rose
- Eryngium amethystinum L. – mikołajek ametystowy
- Eryngium amorginum Rech.f.
- Eryngium andicola H.Wolff
- Eryngium anomalum Hook. & Arn.
- Eryngium antiatlanticum Jury
- Eryngium aquaticum L. – mikołajek nadwodny
- Eryngium aquifolium Cav.
- Eryngium arenosum C.I.Calviño & G.A.Levin
- Eryngium argyreum Maire
- Eryngium aristulatum Jeps.
- Eryngium armatum (S.Watson) J.M.Coult. & Rose
- Eryngium aromaticum Baldwin
- Eryngium articulatum Hook.
- Eryngium atacamense A.Padin & C.I.Calviño
- Eryngium atlanticum Batt. & Pit.
- Eryngium babadaghense G.E.Genç, Akalın & Wörz
- Eryngium balansae H.Wolff
- Eryngium baldwinii Spreng.
- Eryngium beckii M.Mend.
- Eryngium beecheyanum Hook. & Arn.
- Eryngium billardierei F.Delaroche
- Eryngium bithynicum Boiss.
- Eryngium bolivianum M.Mend.
- Eryngium bonplandii F.Delaroche
- Eryngium bornmuelleri Nábělek
- Eryngium bourgatii Gouan – mikołajek iberyjski
- Eryngium brasiliense Constance
- Eryngium buchtienii H.Wolff
- Eryngium bungei Boiss.
- Eryngium bupleuroides Hook. & Arn.
- Eryngium caeruleum M.Bieb. – mikołajek błękitny
- Eryngium caespitiferum Font Quer & Pau
- Eryngium calaster Standl.
- Eryngium campestre L. – mikołajek polny
- Eryngium canaliculatum Cham. & Schltdl.
- Eryngium cardosii Clos
- Eryngium carlinae F.Delaroche
- Eryngium carlinoides Boiss.
- Eryngium castrense Jeps.
- Eryngium cerradense P.Esquivel Mattos & C.I.Calviño
- Eryngium cervantesii F.Delaroche
- Eryngium chamissonis Urb.
- Eryngium × chevalieri Sennen
- Eryngium chubutense Neger ex Dusén
- Eryngium ciliatum Cham. & Schltdl.
- Eryngium columnare Hemsl.
- Eryngium comosum F.Delaroche
- Eryngium constancei M.Y.Sheikh
- Eryngium coquimbanum Phil. ex Urb.
- Eryngium corallinum Mathias & Constance
- Eryngium corniculatum Lam.
- Eryngium coronatum Hook. & Arn.
- Eryngium crassifolium A.Padin & C.I.Calviño
- Eryngium crassisquamosum Hemsl.
- Eryngium creticum Lam. – mikołajek kreteński
- Eryngium cuneifolium Small
- Eryngium cylindricum Larrañaga
- Eryngium cymosum F.Delaroche
- Eryngium davisii Kit Tan & Yıldız
- Eryngium deppeanum Schltdl. & Cham.
- Eryngium depressum Hook. & Arn.
- Eryngium desertorum Zohary
- Eryngium dichotomum Desf.
- Eryngium diffusum Torr.
- Eryngium dilatatum Lam.
- Eryngium divaricatum Hook. & Arn.
- Eryngium dorae C.Norman
- Eryngium duriaei J.Gay ex Boiss.
- Eryngium dusenii H.Wolff
- Eryngium ebracteatum Lam.
- Eryngium eburneum Decne. ex Hérincq
- Eryngium echinatum Urb.
- Eryngium ekmanii H.Wolff
- Eryngium elegans Cham. & Schltdl.
- Eryngium eriophorum Cham. & Schltdl.
- Eryngium erzincanicum Yıld.
- Eryngium eurycephalum Malme
- Eryngium expansum F.Muell.
- Eryngium falcatum F.Delaroche
- Eryngium falcifolium Irgang
- Eryngium × fernandezianum Skottsb.
- Eryngium ferrisiae Constance
- Eryngium floribundum Cham. & Schltdl.
- Eryngium fluitans M.E.Jones
- Eryngium fluminense Urb.
- Eryngium foetidum L.
- Eryngium foliosum Scheele
- Eryngium fontanum A.E.Holland & E.J.Thomps.
- Eryngium galeottii Hemsl.
- Eryngium galioides Lam.
- Eryngium gentryi Constance & Bye
- Eryngium ghiesbreghtii Decne.
- Eryngium giganteum M.Bieb. – mikołajek olbrzymi
- Eryngium glaciale Boiss. – mikołajek lodowcowy
- Eryngium glaziovianum Urb.
- Eryngium globosum Hemsl.
- Eryngium glomeratum Lam.
- Eryngium glossophyllum H.Wolff
- Eryngium goulartii Urb.
- Eryngium goyazense Urb.
- Eryngium gracile F.Delaroche
- Eryngium gramineum F.Delaroche
- Eryngium grossii Font Quer
- Eryngium guatemalense Hemsl.
- Eryngium haenkei C.Presl ex DC.
- Eryngium hainesii C.C.Towns.
- Eryngium hassleri H.Wolff
- Eryngium heldreichii Boiss.
- Eryngium hemisphaericum Urb.
- Eryngium hemsleyanum H.Wolff
- Eryngium × heteracanthum Teyber
- Eryngium heterophyllum Engelm.
- Eryngium hookeri Walp.
- Eryngium horridum Malme
- Eryngium humboldtii F.Delaroche
- Eryngium humifusum Clos
- Eryngium humile Cav.
- Eryngium huteri Porta & Rigo
- Eryngium ilex P.H.Davis
- Eryngium ilicifolium Desf.
- Eryngium inaccessum Skottsb.
- Eryngium incantatum Lucena, Novara & Cuezzo
- Eryngium integrifolium Walter
- Eryngium iranicum Mozaff.
- Eryngium irgangii D.B.Lucas
- Eryngium irwinii Constance
- Eryngium isauricum Contandr. & Quézel
- Eryngium jaliscense Mathias & Constance
- Eryngium junceum Cham. & Schltdl.
- Eryngium juncifolium (Urb.) Mathias & Constance
- Eryngium × kalotaszegense J.Papp & Ujvárosi
- Eryngium karatavicum Iljin
- Eryngium koehneanum Urb.
- Eryngium kotschyi Boiss.
- Eryngium lacustre Pohl ex Urb.
- Eryngium leavenworthii Torr. & A.Gray
- Eryngium lemmonii J.M.Coult. & Rose
- Eryngium leptophyllum H.Wolff
- Eryngium longifolium Cav.
- Eryngium lorentzii H.Wolff
- Eryngium luzulifolium Cham. & Schltdl.
- Eryngium macracanthum Phil.
- Eryngium macrocalyx Schrenk ex Fisch. & C.A.Mey.
- Eryngium madrense S.Watson
- Eryngium malmeanum H.Wolff
- Eryngium marginatum Pohl ex Urb.
- Eryngium maritimum L. – mikołajek nadmorski
- Eryngium marocanum Pit.
- Eryngium mathiasiae M.Y.Sheikh
- Eryngium megapotamicum Malme
- Eryngium mesopotamicum T.M.Pedersen
- Eryngium mexiae Constance
- Eryngium × microcephalum Sieber
- Eryngium × mohamedanii Font Quer & Pau
- Eryngium molleri Gand.
- Eryngium moluccanum Steenis
- Eryngium monocephalum Cav.
- Eryngium montanum J.M.Coult. & Rose
- Eryngium montereyense D.W.Taylor & R.E.Preston
- Eryngium multicapitatum Morong
- Eryngium nasturtiifolium Juss. ex F.Delaroche
- Eryngium neei M.Mend.
- Eryngium noeanum Boiss.
- Eryngium nudicaule Lam.
- Eryngium octophyllum Korovin
- Eryngium ombrophilum Dusén & H.Wolff
- Eryngium ovinum A.Cunn.
- Eryngium palmatum Pančić & Vis. – mikołajek dłoniasty
- Eryngium palmeri Hemsl.
- Eryngium palmito Boiss. & Heldr.
- Eryngium paludosum (C.Moore) P.W.Michael
- Eryngium pandanifolium Cham. & Schltdl.
- Eryngium paniculatum Cav. & Dombey ex F.Delaroche
- Eryngium paraguariense Urb.
- Eryngium pectinatum C.Presl ex DC.
- Eryngium pendletonense K.L.Marsden & M.G.Simpson
- Eryngium petiolatum Hook.
- Eryngium phyteumae F.Delaroche
- Eryngium pilularioides Hemsl. & Rose
- Eryngium pinnatifidum Bunge
- Eryngium pinnatisectum Jeps.
- Eryngium plantagineum F.Muell.
- Eryngium plantaginifolium H.Wolff
- Eryngium planum L. – mikołajek płaskolistny
- Eryngium pohlianum Urb.
- Eryngium polycephalum Hausskn. ex H.Wolff
- Eryngium pringlei Hemsl. & Rose
- Eryngium pristis Cham. & Schltdl.
- Eryngium proliferum Brade
- Eryngium prostratum Nutt. ex DC.
- Eryngium proteiflorum F.Delaroche
- Eryngium pseudojunceum Clos
- Eryngium pseudothorifolium Contandr. & Quézel
- Eryngium pugae I.García, Mart.-Ram. & Ocampo
- Eryngium pulchellum Phil.
- Eryngium purpusii Hemsl. & Rose
- Eryngium pusillum L.
- Eryngium pyramidale Boiss. & Hausskn.
- Eryngium racemosum Jeps.
- Eryngium ramboanum Mathias & Constance
- Eryngium rauhianum Mathias & Constance
- Eryngium raulinii Mathias & Constance
- Eryngium regnellii Malme
- Eryngium riparium Larrañaga
- Eryngium rochei Constance
- Eryngium × rocheri P.Fourn.
- Eryngium rojasii H.Wolff
- Eryngium rosei Hemsl.
- Eryngium rostratum Cav.
- Eryngium sanguisorba Cham. & Schltdl.
- Eryngium sarcophyllum Hook. & Arn.
- Eryngium scaposum Turcz.
- Eryngium scirpinum Cham.
- Eryngium sellowii H.Wolff
- Eryngium serbicum Pančić
- Eryngium serra Cham. & Schltdl.
- Eryngium serratum Cav.
- Eryngium smithii Mathias & Constance
- Eryngium sparganioides Clos
- Eryngium sparganophyllum Hemsl.
- Eryngium spinalba Vill. – mikołajek białokolcowy
- Eryngium stenophyllum Urb.
- Eryngium strotheri Constance & Affolter
- Eryngium subacaule Cav.
- Eryngium subinerme (H.Wolff) Mathias & Constance
- Eryngium supinum J.M.Black
- Eryngium tenue Desf.
- Eryngium ternatum Poir.
- Eryngium thorifolium Boiss.
- Eryngium thyrsoideum Boiss.
- Eryngium tricuspidatum L.
- Eryngium triquetrum Vahl
- Eryngium trisectum Wörz & H.Duman
- Eryngium tzeltal Constance
- Eryngium urbanianum H.Wolff
- Eryngium variifolium Coss. – mikołajek różnolistny
- Eryngium vaseyi J.M.Coult. & Rose
- Eryngium venustum Bartlett ex Constance
- Eryngium vesiculosum Labill.
- Eryngium × visianii Teyber
- Eryngium viviparum J.Gay
- Eryngium wanaturi Woronow
- Eryngium weberbaueri H.Wolff
- Eryngium wiegandii Adamović
- Eryngium woodii M.Mend.
- Eryngium yuccifolium Michx. – mikołajek jukkolistny
- Eryngium zosterifolium H.Wolff